# Tu quoque
Tu quoque (lat. za "i ti isto" ili "ti također"), ponekad i argumentum ad hominem tu quoque ili poziv na licemjerje, neformalna je logička pogreška koja nastoji diskreditirati stav druge osobe tvrdeći da se osoba ne ponaša u skladu sa stavom koji zastupa. Pokušava prikazati da se kritika ili objektivnost odnose i na osobu koja navodi početni argument. Ta tehnika pokušava isključivo odbaciti argumente druge osobe prebacujući središte pozornosti s prvobitnog argumenta na kritiku nedosljednosti druge osobe. Posebna je vrsta pogreške ad hominem, koja je također logička pogreška u kojoj je argument druge osobe zasnovan isključivo na osobnoj i/ili nevažnoj činjenici (za argument) o drugoj osobi. Iako je možda istinito da se osoba ponaša licemjerno ili nedosljedno sa stavom, sama ta činjenica ne opovrgava argument.

## Primjeri
Pretpostavka (logički pogrešna)
Ako stvarno vjeruješ u zaštitu okoliša, umjesto da se sa mnom raspravljaš, trebao bi rješavati problem.
Pobijanje
Vjerojatno je da je namjera prvog govornika bila da raspravlja u korist, odnosno da iskaže prednosti zaštite okoliša, a ne da predstavi vlastito moralno stanovište. Samim tim napad na radnje govornika ne pobija njegov argument.
Pretpostavka (logički pogrešna)
Tvoj argument protiv konzumerizma nije važeći jer imaš računalo, mobitel i druge uređaje.
Pobijanje
Neovisno od toga pridržava li se govornik svojih stavova, to samo po sebi nije protuargument za opovrgavanje, odnosno pobijanje njegovog argumenta.